# 曽ヶ端準
曽ヶ端 準（そがはた ひとし、1979年8月2日 - ）は、茨城県鹿嶋市出身の元プロサッカー選手、サッカー指導者。現役時代のポジションはゴールキーパー（GK）。元日本代表。
現役時代は鹿島アントラーズ一筋でプレーした。2002 FIFAワールドカップのメンバー。

## 来歴

### クラブ
1998年に鹿島アントラーズにアカデミーからトップチーム昇格の形で入団（同期入団は小笠原満男、中田浩二、本山雅志、山口武士、中村祥朗）。2001年、当時の正GK高桑大二朗に替わり、レギュラーに定着。以後、正GKとして活躍していた。
2012年3月31日のJ1第4節・横浜M戦でクラブ公式戦通算最多出場（475試合）、8月18日のリーグ・浦和戦でリーグ戦クラブ最多出場（360試合）、同月25日のリーグ・新潟戦でクラブ公式戦通算500試合をそれぞれ達成した。
2013年7月31日のJ1第18節・名古屋戦で、国内3大大会通算500試合を達成した。
2014年4月12日のJ1第7節・新潟戦で、リーグ戦217試合連続出場を達成。元FC東京などに在籍していた土肥洋一が保持していた出場記録を更新した。
2015年3月8日、1stステージ第1節でベンチ入りしたものの出場機会がなかった（佐藤昭大が先発フル出場）ため、2007年10月20日のジュビロ磐田戦から続いていた連続フルタイム出場試合数のJリーグ記録が「244」で止まった。しかし本人は「記録の為にプレーしているわけではない。」と一切動じなかった。負傷やミスなども重なり、シーズンは24試合の出場にとどまり、一時は佐藤にポジションも譲ったがトニーニョ・セレーゾから石井正忠に監督が代わるとレギュラーに復帰した。
2016年シーズンに、同期の本山雅志がギラヴァンツ北九州へ完全移籍したため、クラブ史上最長在籍(19シーズン)を記録した。FIFAクラブワールドカップ2016では守護神として決勝進出に貢献した。
2017年は韓国代表のクォン・スンテが加入し、開幕直後はレギュラー争いで敗れるもシーズン後半からレギュラーを勝ち取った。4月16日、第7節のベガルタ仙台戦でJ1通算500試合を達成した。
2018年シーズンは、再びスンテにレギュラーを奪われるも、JリーグとACLがあり過密日程の中で試合が組まれており、スンテが試合に出場しない際には、スタメンでゴールを守り、出場機会が減る中でも大岩剛監督から「頼りになる」と評価されている。ACL決勝では、出番が無かったもののベンチ入りし、鹿島初のACL優勝を経験した。2019シーズンは完全にスンテがポジションを奪ったためリーグ戦出場は4試合に留まった。
2020シーズンは若手の沖悠哉がレギュラーに定着したこともあって、第3GKに降格し、この年のリーグ戦は1試合のみの出場に留まった。同年12月24日、現役引退を発表。23年間の長い現役生活に幕を閉じた。

### 代表
ユース代表として、AFC U-19選手権（1998年、タイ）に参加。
2000年からフィリップ・トルシエ監督が率いるA代表としてプレー。国際Aマッチデビュー戦となったイタリア戦では川口能活、楢﨑正剛の怪我により出番が回ってきた格好となったが、落ち着いたプレーを披露し高い評価を得た。2002年日韓W杯のメンバーとして選ばれるも控えに終わった。アテネオリンピックでは山本昌邦五輪監督から小野伸二と共にオーバーエイジ枠で招集されたが、直前の強化試合で致命的なミスから失点すると本大会でも安定感を見せられず3試合で7失点を喫した。
以後、代表選出からは遠ざかっていたが、2010年10月9日、川島永嗣の負傷により日本代表に追加招集された。

### 引退後
2021年から2022年まで鹿島アントラーズのアシスタントGKコーチを務め、2023年より、ユースGKコーチに就任。
2025年シーズンより、鹿島アントラーズのトップチームGKコーチに就任。

## プレースタイル
シュートやクロスへの反応が速く、見切りを行うことで不要な動作はせず、次に備える。また、キックやスローイングも正確で鹿島のカウンター攻撃発動の起点となる。コーチングにも優れる。尚、コーチングをよく行うのはチームメイトのためだけでなく、自分自身の集中力を切らさないためでもあるという。

## 所属クラブ
ユース経歴
- 1986年 - 1991年 波野サッカー少年団（鹿嶋市立波野小学校）
- 1992年 - 1994年 鹿嶋市立鹿島中学校
- 1995年 - 1997年 鹿島アントラーズユース（茨城県立鹿島高等学校）

プロ経歴
- 1998年 - 2020年  鹿島アントラーズ

## 個人成績
| 国内大会個人成績 | 国内大会個人成績 | 国内大会個人成績 | 国内大会個人成績 | 国内大会個人成績 | 国内大会個人成績 | 国内大会個人成績 | 国内大会個人成績 | 国内大会個人成績 | 国内大会個人成績 | 国内大会個人成績 | 国内大会個人成績 |
| 年度             | クラブ           | 背番号           | リーグ           | リーグ戦         | リーグ戦         | リーグ杯         | リーグ杯         | オープン杯       | オープン杯       | 期間通算         | 期間通算         |
| 年度             | クラブ           | 背番号           | リーグ           | 出場             | 得点             | 出場             | 得点             | 出場             | 得点             | 出場             | 得点             |
| 日本             | 日本             | 日本             | 日本             | リーグ戦         | リーグ戦         | リーグ杯         | リーグ杯         | 天皇杯           | 天皇杯           | 期間通算         | 期間通算         |
| ---------------- | ---------------- | ---------------- | ---------------- | ---------------- | ---------------- | ---------------- | ---------------- | ---------------- | ---------------- | ---------------- | ---------------- |
| 1998             | 鹿島             | 29               | J                | 0                | 0                | 0                | 0                | 0                | 0                | 0                | 0                |
| 1999             | 鹿島             | 28               | J1               | 4                | 0                | 0                | 0                | 0                | 0                | 4                | 0                |
| 2000             | 鹿島             | 28               | J1               | 2                | 0                | 3                | 0                | 1                | 0                | 6                | 0                |
| 2001             | 鹿島             | 21               | J1               | 21               | 0                | 6                | 0                | 2                | 0                | 29               | 0                |
| 2002             | 鹿島             | 21               | J1               | 30               | 0                | 3                | 0                | 5                | 0                | 38               | 0                |
| 2003             | 鹿島             | 21               | J1               | 30               | 0                | 5                | 0                | 4                | 0                | 39               | 0                |
| 2004             | 鹿島             | 21               | J1               | 27               | 0                | 6                | 0                | 3                | 0                | 36               | 0                |
| 2005             | 鹿島             | 21               | J1               | 34               | 0                | 4                | 0                | 3                | 0                | 41               | 0                |
| 2006             | 鹿島             | 21               | J1               | 22               | 0                | 3                | 0                | 4                | 0                | 29               | 0                |
| 2007             | 鹿島             | 21               | J1               | 32               | 0                | 10               | 0                | 5                | 0                | 47               | 0                |
| 2008             | 鹿島             | 21               | J1               | 34               | 0                | 2                | 0                | 2                | 0                | 38               | 0                |
| 2009             | 鹿島             | 21               | J1               | 34               | 0                | 2                | 0                | 4                | 0                | 40               | 0                |
| 2010             | 鹿島             | 21               | J1               | 34               | 0                | 2                | 0                | 6                | 0                | 42               | 0                |
| 2011             | 鹿島             | 21               | J1               | 34               | 0                | 3                | 0                | 3                | 0                | 40               | 0                |
| 2012             | 鹿島             | 21               | J1               | 34               | 0                | 9                | 0                | 4                | 0                | 47               | 0                |
| 2013             | 鹿島             | 21               | J1               | 34               | 0                | 6                | 0                | 3                | 0                | 43               | 0                |
| 2014             | 鹿島             | 21               | J1               | 34               | 0                | 5                | 0                | 1                | 0                | 40               | 0                |
| 2015             | 鹿島             | 21               | J1               | 24               | 0                | 5                | 0                | 0                | 0                | 29               | 0                |
| 2016             | 鹿島             | 21               | J1               | 34               | 0                | 2                | 0                | 6                | 0                | 42               | 0                |
| 2017             | 鹿島             | 21               | J1               | 23               | 0                | 1                | 0                | 3                | 0                | 27               | 0                |
| 2018             | 鹿島             | 21               | J1               | 7                | 0                | 4                | 0                | 3                | 0                | 14               | 0                |
| 2019             | 鹿島             | 21               | J1               | 4                | 0                | 1                | 0                | 4                | 0                | 9                | 0                |
| 2020             | 鹿島             | 21               | J1               | 1                | 0                | 1                | 0                | -                | -                | 2                | 0                |
| 通算             | 日本             | 日本             | J1               | 533              | 0                | 83               | 0                | 66               | 0                | 682              | 0                |
| 総通算           | 総通算           | 総通算           | 総通算           | 533              | 0                | 83               | 0                | 66               | 0                | 682              | 0                |

その他の公式戦
- 2001年
  - Jリーグチャンピオンシップ 2試合0得点
- 2002年
  - スーパーカップ 1試合0得点
- 2008年
  - スーパーカップ 1試合0得点
- 2009年
  - スーパーカップ 1試合0得点
- 2010年
  - スーパーカップ 1試合0得点
- 2011年
  - スーパーカップ 1試合0得点
- 2016年
  - Jリーグチャンピオンシップ 3試合0得点

| 国際大会個人成績 | 国際大会個人成績 | 国際大会個人成績 | 国際大会個人成績 | 国際大会個人成績 | FIFA      | FIFA      |
| 年度             | クラブ           | 背番号           | 出場             | 得点             | 出場      | 得点      |
| AFC              | AFC              | AFC              | ACL              | ACL              | クラブW杯 | クラブW杯 |
| ---------------- | ---------------- | ---------------- | ---------------- | ---------------- | --------- | --------- |
| 2002-03          | 鹿島             | 21               | 0                | 0                | -         | -         |
| 2008             | 鹿島             | 21               | 8                | 0                | -         | -         |
| 2009             | 鹿島             | 21               | 7                | 0                | -         | -         |
| 2010             | 鹿島             | 21               | 7                | 0                | -         | -         |
| 2011             | 鹿島             | 21               | 7                | 0                | -         | -         |
| 2015             | 鹿島             | 21               | 6                | 0                | -         | -         |
| 2016             | 鹿島             | 21               | -                | -                | 4         | 0         |
| 2017             | 鹿島             | 21               | 1                | 0                | -         | -         |
| 2018             | 鹿島             | 21               | 4                | 0                | 1         | 0         |
| 2019             | 鹿島             | 21               | 1                | 0                | -         | -         |
| 通算             | AFC              | AFC              | 41               | 0                | 5         | 0         |

その他の国際公式戦
- 2001年 - 2002年
  - アジアクラブ選手権 5試合0得点
- 2012年
  - スルガ銀行チャンピオンシップ 1試合0得点
- 2013年
  - スルガ銀行チャンピオンシップ 1試合0得点
- 2016年
  - スルガ銀行チャンピオンシップ 1試合0得点

出場歴
- リーグ戦初出場（初完封試合） - 1999年5月8日 J1 1st第12節 対アビスパ福岡戦（富山県総合運動公園陸上競技場）
- リーグ戦通算100完封試合 - 2011年8月13日 J1第21節 対ベガルタ仙台戦（ユアテックスタジアム仙台）
- 公式戦通算500試合出場試合 - 2012年8月25日 J1第23節 対アルビレックス新潟戦（カシマサッカースタジアム）

## 代表歴
- 国際Aマッチ初出場 - 2001年11月7日 キリンチャレンジカップ2001 対イタリア戦（埼玉スタジアム2002）[1]
- 国際Aマッチ初完封試合 - 2002年4月29日 キリンカップサッカー2002 対スロバキア戦（国立霞ヶ丘競技場）[1]

### 出場大会
- U-23日本代表
  - 2004年 アテネオリンピック (オーバーエイジ枠)
- 日本代表
  - 2002年 2002 FIFAワールドカップ

### 試合数
- 国際Aマッチ 4試合 0得点 (2001年 - 2003年)[1]

| 日本代表 | 国際Aマッチ | 国際Aマッチ |
| 年       | 出場        | 得点        |
| -------- | ----------- | ----------- |
| 2001     | 1           | 0           |
| 2002     | 1           | 0           |
| 2003     | 2           | 0           |
| 2010     | 0           | 0           |
| 通算     | 4           | 0           |

### 出場
| No. | 開催日         | 開催都市 | スタジアム                 | 対戦相手     | 結果 | 監督                 | 大会                   |
| --- | -------------- | -------- | -------------------------- | ------------ | ---- | -------------------- | ---------------------- |
| 1.  | 2001年11月07日 | 埼玉県   | 埼玉スタジアム2002         | イタリア     | △1-1 | フィリップ・トルシエ | キリンチャレンジカップ |
| 2.  | 2002年04月29日 | 東京都   | 国立霞ヶ丘競技場陸上競技場 | スロバキア   | ○1-0 | フィリップ・トルシエ | キリンカップ           |
| 3.  | 2003年08月20日 | 東京都   | 国立霞ヶ丘競技場陸上競技場 | ナイジェリア | ○3-0 | ジーコ               | キリンチャレンジカップ |
| 4.  | 2003年09月10日 | 新潟県   | 新潟スタジアム             | セネガル     | ●0-1 | ジーコ               | キリンチャレンジカップ |

## 指導歴
- 2021年 -  鹿島アントラーズ
  - 2021年 - 2022年 トップチーム GKアシスタントコーチ
  - 2023年 - 2024年 ユース GKコーチ
  - 2025年 - トップチーム GKコーチ

## タイトル

### クラブ
鹿島アントラーズ
- J1リーグ：7回（1998年、2000年、2001年、2007年、2008年、2009年、2016年）
- Jリーグカップ：5回（2000年、2002年、2011年、2012年、2015年）
- 天皇杯：4回（2000年、2007年、2010年、2016年）
- FUJI XEROX SUPER CUP：5回（1998年、1999年、2009年、2010年、2017年）
- A3チャンピオンズカップ：1回（2003年）
- スルガ銀行チャンピオンシップ：2回（2012年、2013年）
- AFCチャンピオンズリーグ：1回（2018年）

### 個人
- ヤマザキナビスコカップ・ニューヒーロー賞：1回（2001年）
- Jリーグベストイレブン：1回（2002年）
- Jリーグフェアプレー個人賞：1回（2003年）
- Jリーグ・優秀選手賞：1回（2017年）
- アントラーズ功労賞:2022年